# Tecuci
Tecuci ist eine Stadt im Kreis Galați in der Westmoldau in Rumänien. 

## Lage

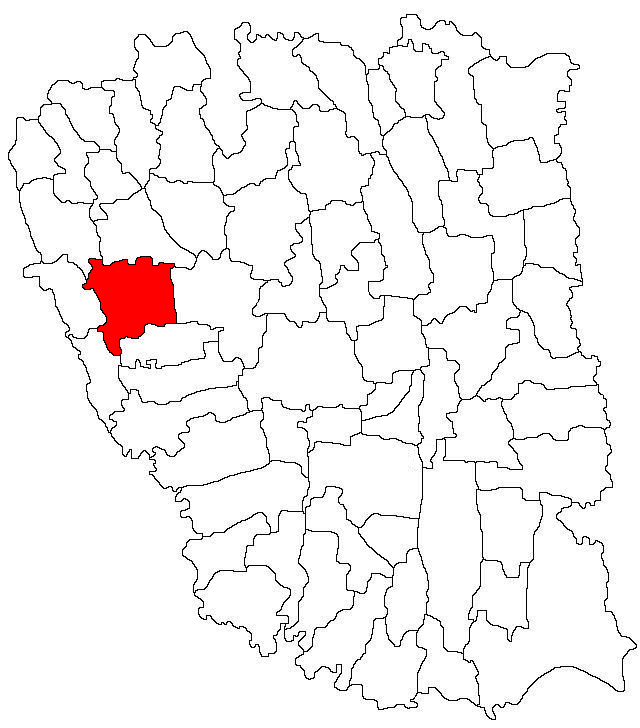
Lage von Tecuci im Kreis Galați

Im Süden der historischen Region des Fürstentums Moldau (Principatul Moldovei) gelegen, befindet sich Tecuci an bewaldeten Hügeln am Fluss Bârlad und ca. 10 Kilometer östlich vom Fluss Sereth entfernt. Der Ort liegt an der Europastraße E 581 (Mărășești–Odessa) zwischen Mărășești und Bârlad. Die Eisenbahnstrecken aus Galați–Bârlad und Făurei–Tecuci treffen in der Stadt aufeinander. Die Kreishauptstadt Galați ist 78 Kilometer südöstlich von Tecuci entfernt.

## Geschichte

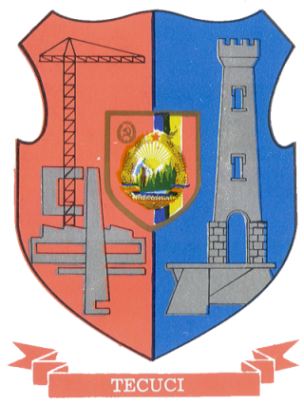
Wappen von Tecuci, zur Zeit des Realsozialismus

Die Geschichte der Besiedlung der Region reicht bis in die Jungsteinzeit zurück. Auf dem Gebiet von Tecuci wurden bei archäologischen Ausgrabungen zahlreiche Funde der Jungsteinzeit und Behausungen, welche in die La-Tène-Zeit deuten, gemacht. Im Westen des Ortes – beim Flugplatz – wurden auch Nekropolen des Mittelalters mit einem Durchmesser von 4,60 Meter und einer Höhe von 1,50 Meter gefunden; diese wurden 1938 geebnet. Gemäß dem moldauischen Chronisten Grigore Ureche (1590–1647), hatte auf einem Hügel – von den Einheimischen Movila Mare genannt – der moldauische Woiwode Ștefan cel Mare, drei Tage lang sein Lager bei einer Schlacht gegen die Türken, aufgeschlagen. Die erste urkundliche Erwähnung des Ortes Tecuci stammt aus dem Jahr 1435.

## Bevölkerung
Im Jahre 2002 hatte die Stadt Tecuci 42.094 Einwohner; 40.467 davon waren Rumänen, 24 waren Ungarn, 5 waren Deutsche, 1.540 waren Roma. Darüber hinaus wurden auch Ukrainer (2), Lipowaner (2), Türken (2), Serben (1), Bulgaren (2), Griechen (5), Juden (15), Italiener (2) und 25 anderer Nationalität registriert. Im Jahre 1900 waren es erst 13.401 Einwohner.

## Sehenswürdigkeiten

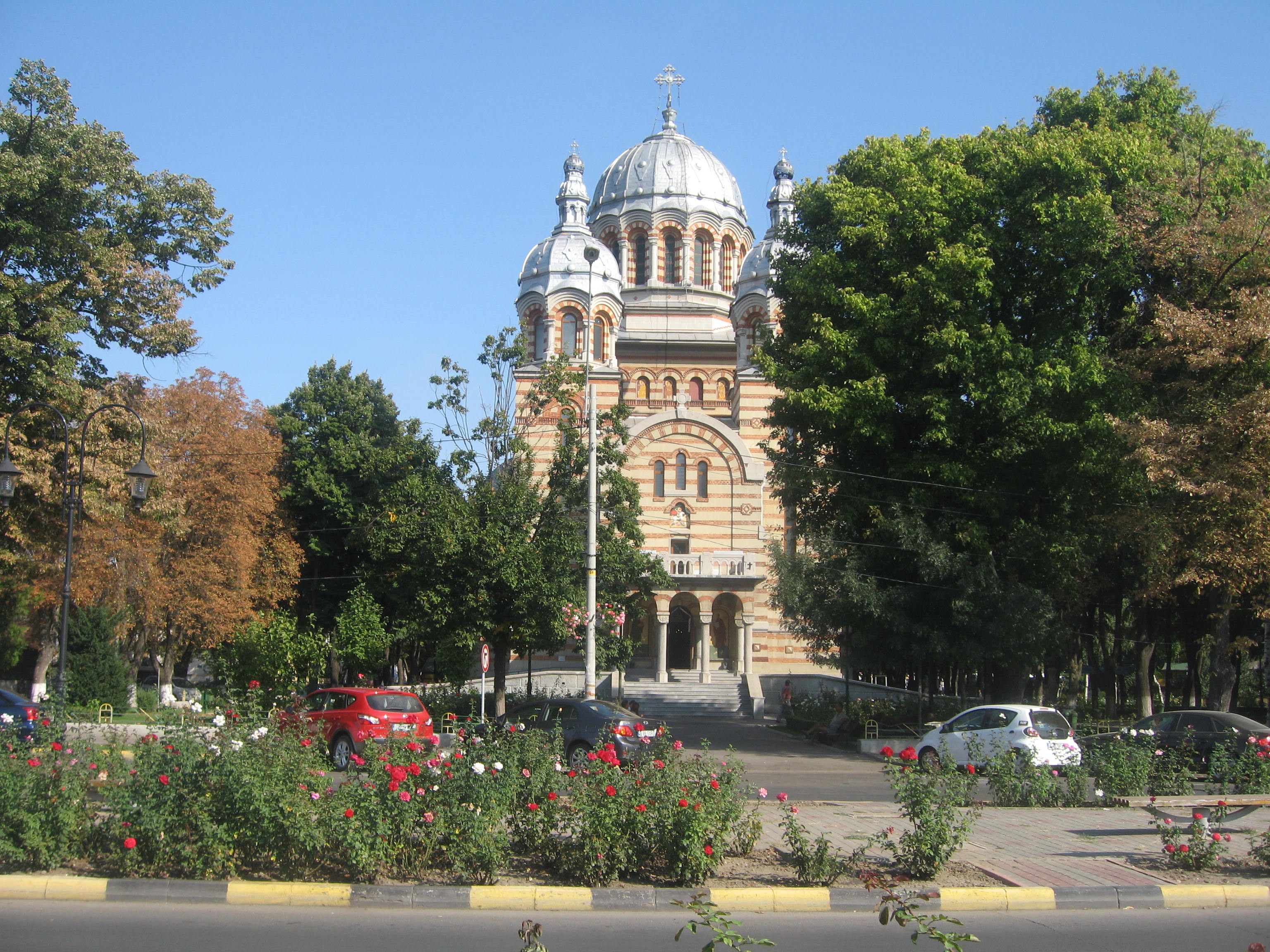
Die Kathedrale Sf. Gheorghe

- Die rumänisch-orthodoxe Kathedrale Sf. Gheorghe
- Das Museum Gheorghe Petrașcu
- Der Volksgarten von Tecuci
- Zahlreiche Bauten der Stadt errichtet im 19. und 20. Jahrhundert stehen unter Denkmalschutz.[6]

## Persönlichkeiten
- Calistrat Hogaș (1847–1917), Schriftsteller[7]
- Nicolae Petrașcu (1859–1944), Historiker
- Gheorghe Petrașcu (1872–1949), Maler[8]
- Ion Petrovici (1882–1972), Philosoph, Professor an der Universität „Alexandru Ioan Cuza“ in Iași (1923–1926), Mitglied der Rumänischen Akademie (ab 1935) und Minister für Nationale Bildung und Kultur (1937–1942)[9]
- Iorgu Iordan (1888–1986), Sprachwissenschaftler, Vizepräsident der Rumänischen Akademie
- Nina Arbore (1889–1941), Malerin, Zeichnerin und Grafikerin
- Mihail Manoilescu (1891–1950), Politiker, Außenminister Rumäniens (4. Juli – 4. September 1940)[10]
- Victor Stănculescu (1928–2016), Militär und Politiker
- Henri Moscovici (* 1944), Mathematiker
- Oana Pantelimon (* 1972), Bronzemedaillengewinnerin bei Olympia 2000 im Hochsprung
- Alina Gorghiu (* 1978), Politikerin
- Cătălin Tecuceanu (* 1999), italienisch-rumänischer Mittelstreckenläufer